# Cyclodictyon chloroleucum
Cyclodictyon chloroleucum är en bladmossart som beskrevs av Brotherus 1907. Cyclodictyon chloroleucum ingår i släktet Cyclodictyon och familjen Hookeriaceae. Inga underarter finns listade i Catalogue of Life.